# Río Aouk
El río Aouk (en árabe, Bahr Aouk, llamado habitualmente Aoukalé) es un río del África central, uno de los principales afluentes del río Chari en su curso alto, a su vez principal afluente del lago Chad, que discurre en su mayor parte formando la frontera entre la República Centroafricana y el Chad. A veces se denomina como «río Bahr Aouk», un caso claro de tautopónimo, ya que Bahr, en árabe, significa mar o masa de agua.

## Geografía
El río Aouk nace en Sudán, muy cerca de la triple frontera entre Sudán, la República Centroafricana y el Chad. Muy pronto abandona Sudán y en la mayoría de su curso sirve de frontera entre la República Centroafricana y el Chad. Desde su nacimiento toma dirección suroeste, hacia la región de Sarh, verdadero cruce hidrológico del sur del Chad, donde confluyen una serie de ríos que contribuyen a formar el Chari. Tras abandonar siete kilómetros antes de su confluencia la frontera centroafricana e internarse en el Chad, el Aouk desemboca en el Chari a unos 15 km río arriba de la ciudad de Moussafoyo (Chad). 
Sus principales afluentes son los ríos, en sentido aguas abajo, Bahr Kameur (de 525 km, con su fuente el Bahr Oulou y los subafluentes, Gounda, Vakaga, Ouandjia, Bar Oulou y Yata), Koumbale, Teté y Bahr Dosseo.

## Hidrometría
El caudal del río se ha observado durante 23 años (1952-74) en Golongosso, población centroafricana ubicada poco más arriba de la desembocadura en el Chari. En Golongosso, el caudal medio anual observado en ese período fue de 74 m³/s para una zona drenada de unos 96.000 km², es decir, casi el total de la cuenca del río.
La lámina de agua que fluye en la cuenca alcanzó los 24 mm anuales. El Aouk es un río bastante irregular, como la mayoría de los ríos de la región. En el período de observación de 23 años, el caudal mínimo mensual fue de 3 m³/s, mientras que el máximo fue de 340 m³/s.
Caudal medio mensual del río Aouk medido en la estación hidrológica de Golongosso (en m³/s)
(calculado con datos de un periodo de 23 años, 1952-74)